# 蘭伯特維爾 (密歇根州)
蘭伯特維爾（英語：Lambertville）是位於美國密歇根州門羅縣貝德福德鎮區的一個普查規定居民點。

## 人口
根據2020年美國人口普查的數據，蘭伯特維爾的面積為17.48平方千米，當中陸地面積為17.46平方千米，而水域面積為0.02平方千米。當地共有人口10433人，而人口密度為每平方千米596.85人。